# Fred Patrick
Fred Patrick (Paramaribo, 25 juli 1965 – nabij Zanderij, 7 juni 1989) was een Nederlandse voetballer van Surinaamse afkomst. Hij kwam uit voor PEC Zwolle '82 ten tijde van de SLM-ramp waarbij hij om het leven kwam. Zoals alle spelers van het Kleurrijk Elftal was hij van Surinaamse komaf. Hij speelde ook nog voor AZ samen met Sigi Lens, die de ramp wel overleefde. Hij was een verdienstelijk aanvallende middenvelder, maar stond binnen de groep toch wel het best bekend om zijn imitaties van zanger Stevie Wonder. Patrick was 23 jaar ten tijde van de ramp.

## Carrièrestatistieken
| Seizoen         | Club            | Land            | Competitie      | Competitie | Competitie | Beker | Beker | Internationaal | Internationaal | Overig | Overig | Totaal | Totaal |
| Seizoen         | Club            | Land            | Competitie      | Wed.       | Dlp.       | Wed.  | Dlp.  | Wed.           | Dlp.           | Wed.   | Dlp.   | Wed.   | Dlp.   |
| --------------- | --------------- | --------------- | --------------- | ---------- | ---------- | ----- | ----- | -------------- | -------------- | ------ | ------ | ------ | ------ |
| 1984/85         | AZ '67          | Nederland       | Eredivisie      | 15         | 0          | –     | –     | 0              | 0              | 0      | 0      | 15     | 0      |
| 1985/86         | AZ '67          | Nederland       | Eredivisie      | 26         | 0          | –     | –     | 0              | 0              | 0      | 0      | 26     | 0      |
| 1986/87         | AZ              | Nederland       | Eredivisie      | 33         | 1          | –     | –     | 0              | 0              | 0      | 0      | 33     | 1      |
| 1987/88         | PEC Zwolle '82  | Nederland       | Eredivisie      | 27         | 2          | –     | 0     | 0              | 0              | 0      | 0      | 27     | 2      |
| 1988/89         | PEC Zwolle '82  | Nederland       | Eredivisie      | 23         | 1          | –     | 0     | 0              | 0              | 0      | 0      | 23     | 1      |
| Carrière totaal | Carrière totaal | Carrière totaal | Carrière totaal | 124        | 4          | –     | 0     | 0              | 0              | 0      | 0      | 124    | 4      |

## Trivia
- In het nieuwe stadion van PEC Zwolle is de oost-tribune vernoemd naar Fred Patrick.